# 加洛普

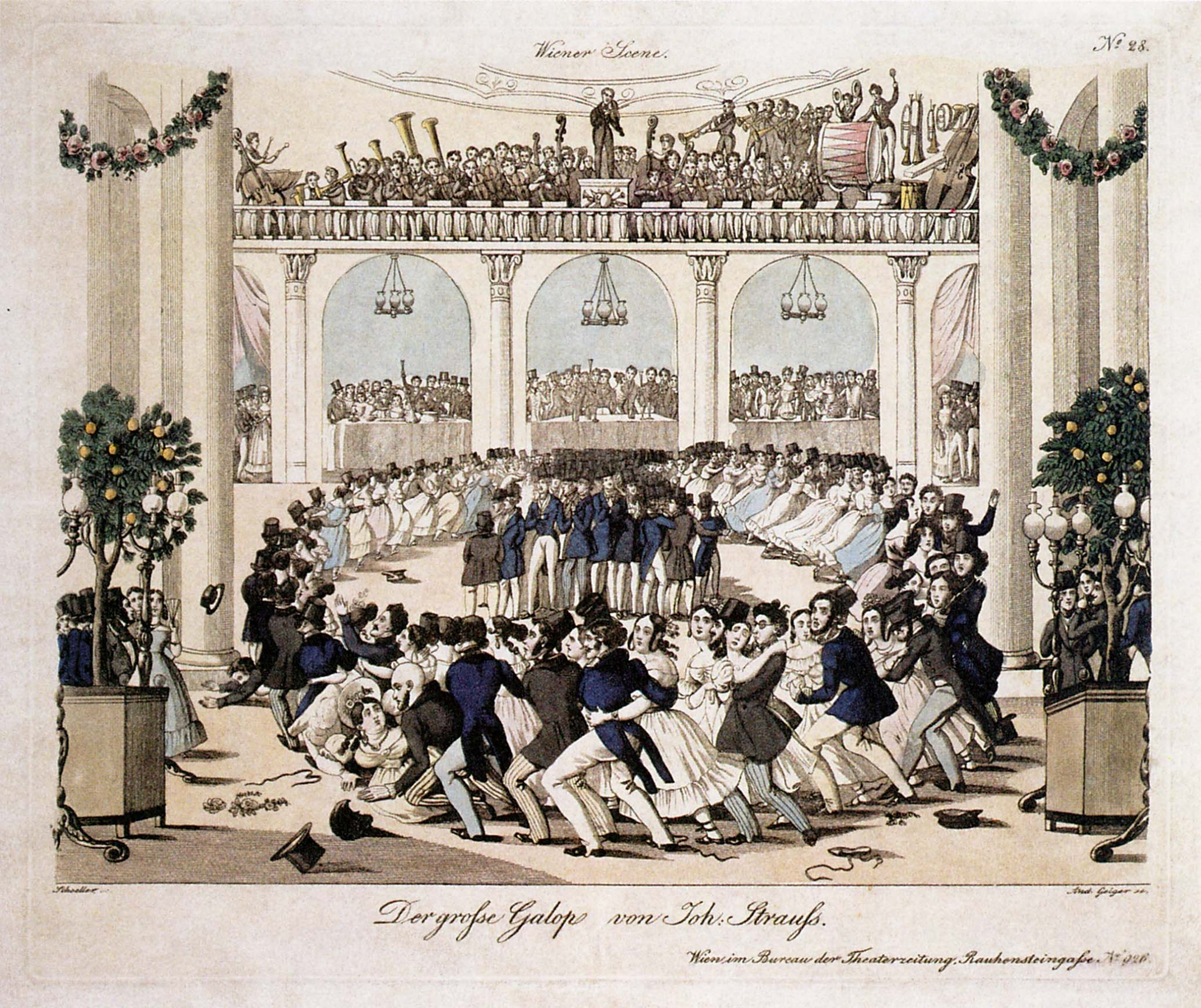
加洛普

加洛普是一种快速的德国舞曲，名称来源于马的奔跑，是2/4拍子，舞蹈动作是以跳跃为主，18世纪初被引进巴黎的上流社会，并迅速在欧洲风行，用于方阵舞蹈，作为其中最快的结束部分。“圆舞曲之王“施特劳斯、李斯特、萧斯塔科维奇等都写作过加洛普舞曲。